# Ferruccio Taino
Ferruccio Taino (fl. XX secolo) è stato un calciatore italiano, di ruolo centrocampista.

## Carriera
Calciatore dell'Andrea Doria, dopo non aver superato le eliminatorie liguri contro il Genoa nel 1906, ottenne il terzo posto nella stagione seguente.